# Lantvärn

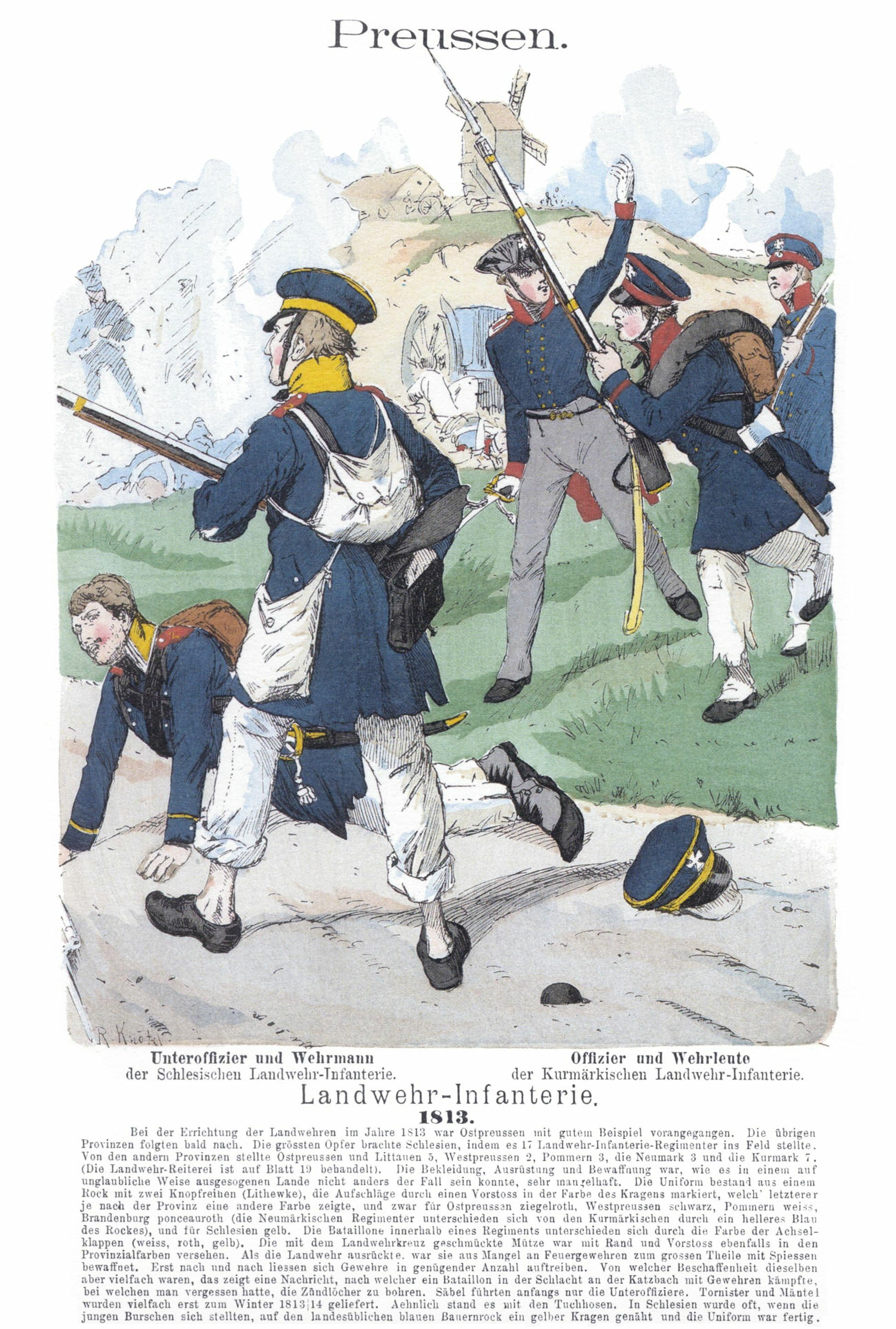
Preussiska lantvärnsmän under napoleonkrigen. Teckning av Richard Knötel.

Lantvärn är en äldre form av värnplikt, med sitt ursprung snarast i folkuppbådsarméerna och äldre lagars skyldighet för landets vapenföra befolkning att delta i landets försvar.
Folkuppbådsarméerna hade varit på tillbakagång, men fick en renässans i Frankrike under de franska revolutionskrigen. I Frankrike uppstod värnplikten som en förutsättning för Napoleon I:s massarméer, och regeringar runtom i Europa provade snart olika varianter av det franska systemet. I Österrike-Ungern organiserades under Napoleonkriget ett lantvärn till hemlandets försvar. Efter 1867 utvidgades lantvärnet till att bli en för vardera Österrike och Ungern med aktiva armén jämställd organisation, om än med svagare kadrar än den reguljära armén. Med de vanliga värnpliktsarméernas införande kom lantvärnet att bli benämningen på en andra linje, ofta bestående av äldre årsklasser. I Tyska riket bildade lantvärnet 2:a linjen inom krigsmakten och omfattade, delat på två uppbåd, 11 årsklasser närmast efter aktiva armén och dess reserv. Inom marinen benämndes lantvärnet Seewehr. I Storbritannien och Frankrike utgjorde territorialarmén motsvarande organisationer, i Ryssland, reservens 2:a uppbåd, i Italien mobilmilisen, i Japan kobi.

## Sverige
År 1808 när Ryssland anföll Finland, som vid den tidpunkten var en del av Sverige, var Sveriges reguljära armé i stort behov av förstärkning. 
En förordning om att upprätta ett lantvärn inrättades och plikten omfattade ogifta män i åldrarna 18 till 25 år, men med undantag för stora grupper, bland annat studerande och bönder med eget jordbruk. Lantvärnet kom att bestå av cirka 30 000 man.
Lantvärnet var dåligt utrustat och bestod av unga män som ryckts iväg från sina hem för att strida i ett krig långt borta. Den dåliga utrustningen och den ringa erfarenheten från krig gjorde att lantvärnet led stora förluster och lantvärnet blev heller aldrig någon stor succé. Många av soldaterna dog i vad som kallades lantvärnssjukan.
De tunga erfarenheterna från lantvärnet gjorde att bönderna misstänksamt bromsade alla ansatser till gemensam utskrivning vilket i slutändan fördröjde den allmänna värnpliktens införande i Sverige.